# اندیس تالک سرکویر
تالک سرکویر یک اندیس غیرفلزی است که در حوالی شهر کلاته استان سمنان قرار دارد و مادهٔ معدنی موجود در آن، تالک است.  